# 嚴慶谷

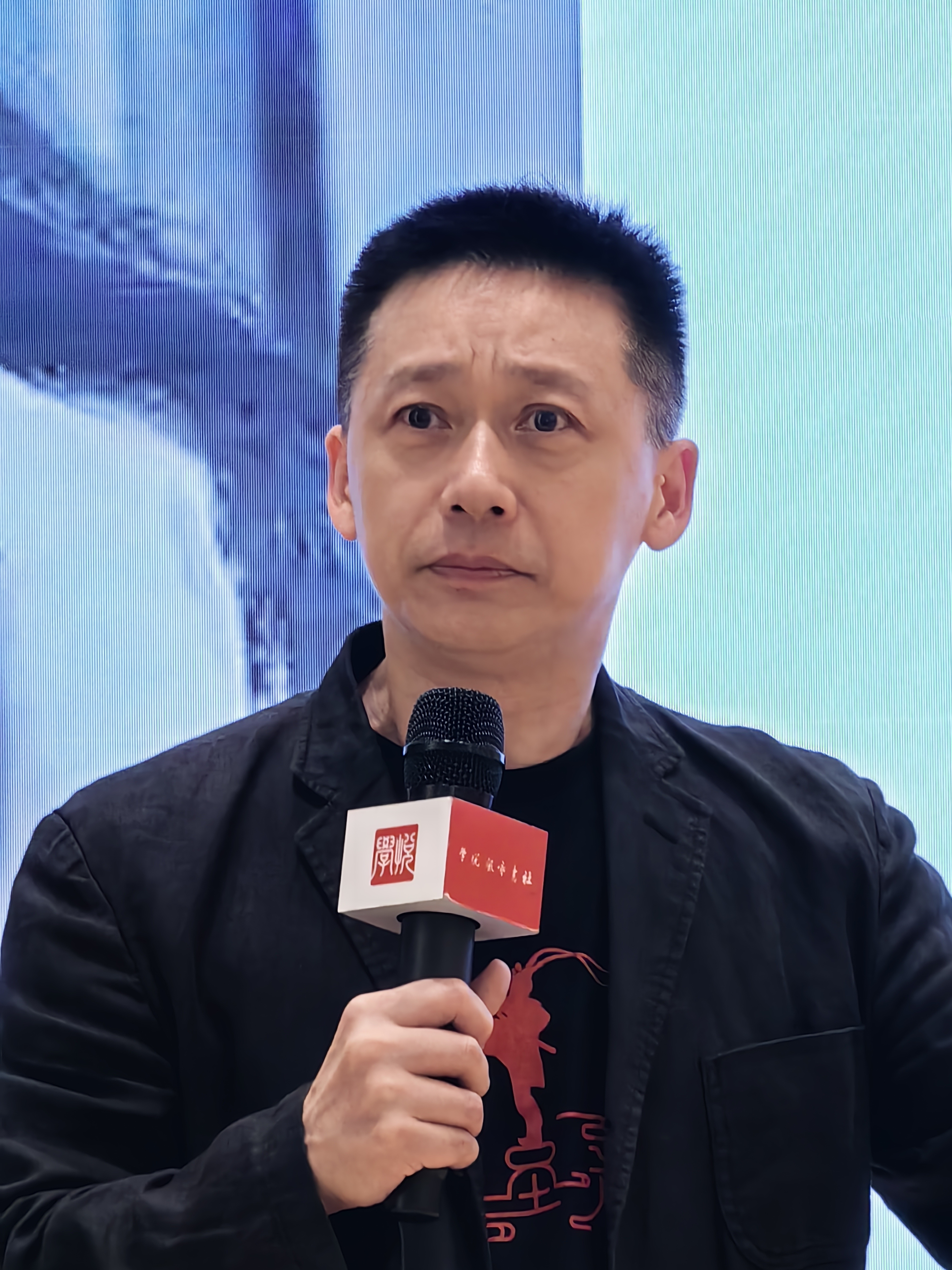

嚴慶谷（1970年8月—），祖籍江蘇蘇州，上海出生，京劇男演員，工丑行，功底深厚，武丑（著重武打動作特技）、文丑（較重唱工、念白）都精通，還善演猴戲（通常猴戲是武生行當），並能反串（戲曲演員演出本身專工以外的行當叫做反串）花臉（淨；花面；大花臉；大花面；大面）、小生、青衣（正旦）、花旦（貼；貼旦；二旦；小旦；副旦）。
1981年進上海市戲曲學校習京劇，1988年畢業，1990年進上海京劇院工作，1996年考進北京中國戲曲學院研究生班，1999年得碩士學位，2000年以他的藝術成就成為中國國家1級演員。
他的老師張春華是京劇武丑葉派創始人葉盛章的傑出學生，他同時也得到許多丑（小丑；小花臉；三花臉；小花面；三花面；三面）行傑出前輩孫正陽、鈕驃、艾世菊等的指點。
2001年到日本進修大藏流狂言藝術，2002年回國。
主要演出作品有新編古裝京劇《扈三娘與王英》（1993年，演王英1角）、《寶蓮燈》（1999年，演沉香1角）、《孫悟空大戰盤絲洞》（《盤絲洞》，2000年，演孫悟空1角）、《貍貓換太子》（演范仲華1角）、《十八羅漢鬥悟空》（演孫悟空1角）、《王子復仇記》（演殷甫1角）、現代京劇（京劇現代戲）《熱血悲情》（2001年，演呂小虎1角）等。
2007年，導演、主演的京劇小品《小吏之死》（俄國契訶夫原著）得到「中國戲劇獎」的「小戲小品獎」金獎，他同時得到「優秀表演獎」和「最受觀眾歡迎演員獎」，成為惟1的1位「優秀表演獎」和「最受觀眾歡迎演員獎」得主。
2008年2月3日，成為2007年度「上海文藝家榮譽獎」得主；導演、主演作品《小吏之死》獲選2007年度「上海文藝創作優品」。
曾到台灣、澳大利亞、美國、日本、荷蘭、丹麥、瑞士、法國、瑞典、西班牙、埃及、德國、奧地利、香港、澳門等國家和地區巡演京劇或講學。
著有《京劇武丑表演技法初探》、《京劇國際化暢想》、《淺談京劇發展中的障礙》、《呼喚觀劇文明》、《超級歌舞伎》、《狂言初舞台》等文章。

## 外部連結
- 京劇演員嚴慶谷的個人主頁 （页面存档备份，存于）
- 京劇役者厳慶谷さんの掲示板